# Gabriel Nikander
Johan Gabriel Nikander, född 1884 i Bjärnå, död 1959, var en finländsk kulturhistoriker.
Nikander blev filosofie licentiat 1915 och docent i nordisk kulturhistoria vid Helsingfors universitet 1917. Han var professor i nordisk kulturhistoria och folklivsforskning vid Åbo Akademi 1921-52.

## Vetenskapsmannen
Bland Nikanders talrika publikationer märks doktorsavhandlingen Jacob Tengström s.s. akad. lärare och biskop intill 1808 (1913), Byar och gårdar i Helsinge från 1750 till 1865 (1916), Fiskars bruks historia (1929) och Lovisa stads historia (2 band, 1930-32).
Nikander var redaktör för samlingsverken Herrgårdarna i Finland (3 band, 1919-29) och Det svenska Finland (3 band, 1919-23).

## Östsvensken
Våren 1914 utgav Svenska studenters partidelegation i Helsingfors en samling uppsatser, Svenskt i Finland. Ställning och strävanden. I inledningen framhålls att svenskhetsrörelsen sedan några år befann sig i ett nytt skede - man syftade naturligtvis på lantdagsreformens konsekvenser 1906.
Nikander bidrog med artikeln "Språkgränsen efter 1800". Svenskspråkigas antal minskat, bl.a. på grund av emigrationen. "I svenska Österbotten begynte emigrationen till Amerika redan på 1870-talet utöva sin inverkan för att under de följande decennierna svälla ut till en rörelse, som i detta nu utgör den allvarsammaste faran för den svenska folkstammens tillväxt i Finland." Trots detta förblev språkgränsen relativt stark i Österbotten. Orsaken var att även finsktalande föredrog att utvandra till Amerika snarare än in på svenskspråkigt område. Även frånvaron av industrier har låtit "landsbygden gå fri från den finska invasionen". Eftersom han är svenskhetsivrare beklagar han naturligtvis finsk migration till svenska områden, som till exempel i södra Finland. Han avslutar sin artikel i hoppfull ton: "Trots språkgränsens ställvisa förskjutning och språkområdets uppblandning med främmande element befinner sig den svenska befolkningen i södra Finland i ett kraftigt framåtskridande, som inger goda förhoppningar för framtiden."